# Мета (Колумбия)
 Тази статия е за колумбийския департамент.  За градчето в Южна Италия вижте Мета (Италия).  
Мѐта (на испански: Meta) е един от тридесет и двата департамента на южноамериканската държава Колумбия. Намира се в централната част на страната. Департаментът е с население от 1 063 454 жители (към 30 юни 2020 г.) и обща площ от 85 527 км².

## Общини
Департамент Мета е разделен на 29 общини. Някои от тях са:
1. Гранада
2. Ел Дорадо
3. Ел Калварио
4. Ла Урибе
5. Леханиас
6. Месетас